# Saga de Örvar-Oddr

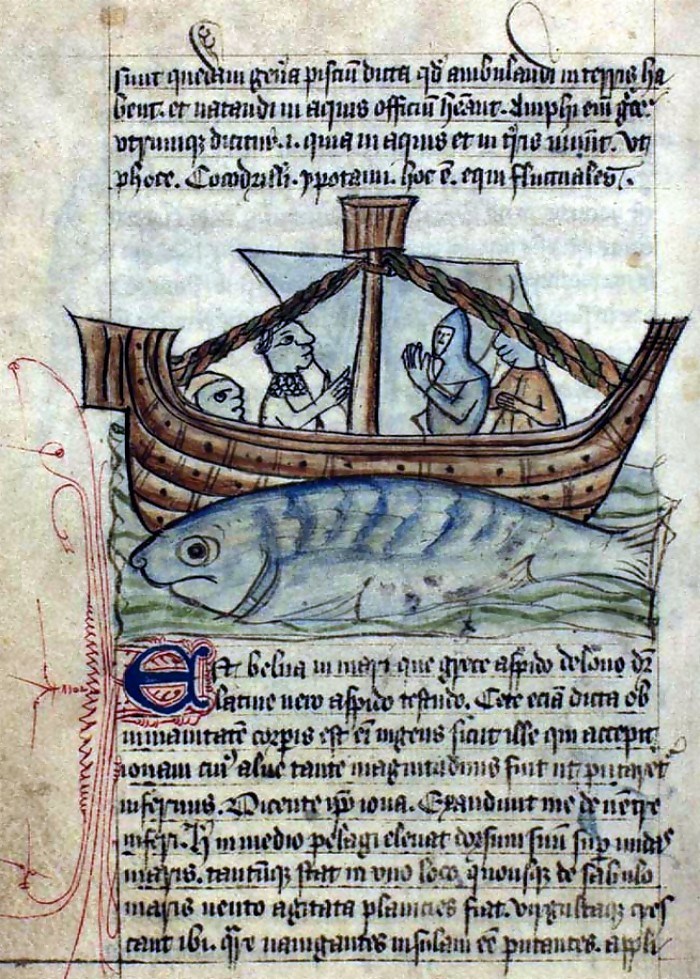
El lyngbakr es un monstruo marino que aparece en la saga de Örvar-Oddr.

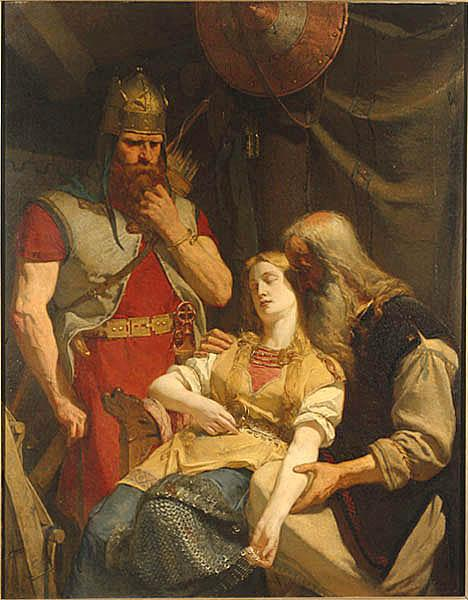
Örvar-Oddr informa a Ingeborg sobre la muerte de Hjalmar, de August Malmström (1859)

Örvar-Oddr (nórdico antiguo Ǫrvar-Oddr, o Punta de Flecha) es un héroe legendario de quien un anónimo escritor islandés escribió una fornaldarsögur. Fue escrita antes de 1314, puesto que ya se menciona en un listado de libros de la biblioteca del obispo Árni Sigurdsson de Bergen. La saga de Örvar-Oddr, fue muy popular y contiene viejas leyendas y canciones. El personaje también aparece en la saga Hervarar y, en relación con la batalla de Munarvágr en Samsø, en Gesta Danorum de Saxo Grammaticus.

## Sinopsis
Oddr era hijo de Grim Lodinkinni y nieto de Ketil Höing (ambos tienen sus propias sagas de Hålogaland). Cuando era niño, una völva predijo que sería asesinado por su propio caballo, Faxi, en el mismo lugar donde nació, a la edad de 300 años.
Para evitar que se cumpliese la predicción, mató a su caballo, lo enterró profundamente en un terreno y dejó su hogar con la intención de no regresar jamás. Al marchar, su padre le dio algunas flechas mágicas que pronto le dieron el apodo. Tras un largo viaje que le llevó a Finnmark, Bjarmaland y Jotunheim, tuvo oportunidad de luchar y vencer a muchos vikingos. Pero cuando se encontró al campeón sueco Hjalmar, encontró la horma de su zapato. La lucha quedó en tablas y los dos guerreros no solo forjaron una amistad, sino que se convirtieron en hermanos de sangre.
Los dos héroes lucharon juntos muchas batallas, hasta que en la batalla de Samsø contra los hijos de Arngrim, Örvar-Oddr tuvo que llevar el cadáver de Hjalmar (matado por Angantyr) a su prometida Ingeborg en Uppsala, hija del rey sueco.
Örvar-Oddr viajó al sur luchando contra los corsarios del mar Mediterráneo, se bautizó a sí mismo, naufragó y llegó solo a Tierra Santa.
Vestido como un anciano, llegó a Hunaland, donde su verdadera identidad fue revelada debido a sus acciones heroicas. Tras derrotar al rey de Bjalkaland ("país de las pieles", que usaban para pagar tributos al rey de Hunaland), casó con la princesa Silkisif y se convirtió en el siguiente rey. Después de tantas aventuras, añoró su tierra natal e inició su regreso a casa. Caminando sobre la tierra donde había enterrado a Faxi, se burló de la profecía, pero tropezó con el cráneo de un caballo muerto y de su interior surgió una serpiente que le mordió, y murió.
La saga incluye muchas historias, como el viaje de Ohthere de Hålogaland a Bjarmaland, la leyenda del hermanastro de Hjalmar (llamado al principio Söte), Starkad, Ketil Höing, Odiseo y Polifemo, el rey Sigurd I de Noruega y el gobernante del Rus de Kiev, Oleg de Nóvgorod (el ataque sobre Bjalkaland).
El motivo de la burla de Örvar-Oddr sobre la profecía tiene paralelismos con la crónica de Néstor, que describe la muerte de Oleg en una situación similar. La muerte de Oleg por una calavera de caballo es el argumento de una de las baladas más conocidas en ruso, escrita por Alexander Pushkin en 1826.